# 黑尾劍鳳蝶
黑尾劍鳳蝶（学名：Graphium mullah），也稱高嶺升天鳳蝶、木生鳳蝶、鐵木劍鳳蝶、台灣劍鳳蝶，是劍鳳蝶屬中的一種蝴蝶。

## 亞種
- G. m. mullah (Alphéraky 1897) (中國、台灣及日本)
- G. m. kooichii Morita, 1996 (寮國)
- G. m.timur Ney, 1911 (康定, 中國)

## 分布
本種分布於中國華東、華南、華西、中南半島北部、日本、台灣本島北部中低海拔山區。台灣亞種之亞種名係以台北市成功高中教師陳維壽先生命名。

## 生態習性
本種幼蟲以樟科植物，如香楠等為食，一年一世代，成蟲主要在春季活動。

## 資料來源
1. ↑  徐堉峰. . 台中市: 晨星出版社. 2013. ISBN 978-986-177-669-9.

## 外部連結
- 维基共享资源上的相關多媒體資源：黑尾劍鳳蝶